# Бобслей на зимових Олімпійських іграх 1932
Змагання з бобслею на зимових Олімпійських іграх 1932 тривали з 9 до 15 лютого на санно-бобслейно-скелетонній трасі в Лейк-Плесіді (США). Розіграно 2 комплекти нагород.

## Таблиця медалей
| Місце              | Країна             | Золото | Срібло | Бронза | Загалом |
| ------------------ | ------------------ | ------ | ------ | ------ | ------- |
| 1                  | США                | 2      | 1      | 1      | 4       |
| 2                  | Швейцарія          | 0      | 1      | 0      | 1       |
| 3                  | Німеччина          | 0      | 0      | 1      | 1       |
| Загалом (3 збірні) | Загалом (3 збірні) | 2      | 2      | 2      | 6       |

## Чемпіони та призери
| Дисципліна          | Золото                                                           | Срібло                                                                      | Бронза                                                                            |
| ------------------- | ---------------------------------------------------------------- | --------------------------------------------------------------------------- | --------------------------------------------------------------------------------- |
| Двійки (чоловіки)   | США (USA) США I Губерт Стівенс Кертіс Стівенс                    | Швейцарія (SUI) Швейцарія II Рето Кападрутт Оскар Ґаєр                      | США (USA) США II Джон Гітон Роберт Мінтон                                         |
| Четвірки (чоловіки) | США (USA) США I Біллі Фіске Едді Іган Кліффорд Ґрей Джей О'Браєн | США (USA) США II Генрі Гомбурґер Персі Браянт Френсіс Стівенс Едмунд Гортон | Німеччина (GER) Німеччина I Ганс Кіліан Макс Людвіґ Ганс Мельгорн Себастьян Губер |

## Країни-учасниці
У змаганнях з бобслею на Олімпійських іграх у Лейк-Плесіді взяв участь 41 спортсмен з 8-ми країн:
- Австрія (2)
- Бельгія (4)
- Франція (2)
- Німеччина (9)
- Італія (4)
- Румунія (4)
- Швейцарія (4)
- США (12)